# Justizia Euskaraz
Justizia Euskaraz (Justicia en euskera, traducido) es un proyecto para impulsar la normalización del uso del euskera en los juzgados y el objetivo principal es garantizar el derecho de la ciudadanía a dirigirse a la Administración de Justicia en cualquiera de los dos idiomas oficiales (euskera y castellano) del País Vasco y de Navarra.

## Proyecto
En 1996 fue transferida a las comunidades autónomas la competencia de la administración de la Justicia. Como esta competencia fue transferida, las comunidades autónomas que tienen dos idiomas oficiales (Cataluña, País Vasco, Navarra, Galicia y Valencia) trabajaron para poder garantizar los derechos lingüísticos de la ciudadanía en estos territorios.
En el caso del euskera, son dos las comunidades autónomas implicadas: el País Vasco y la Comunidad Foral de Navarra.

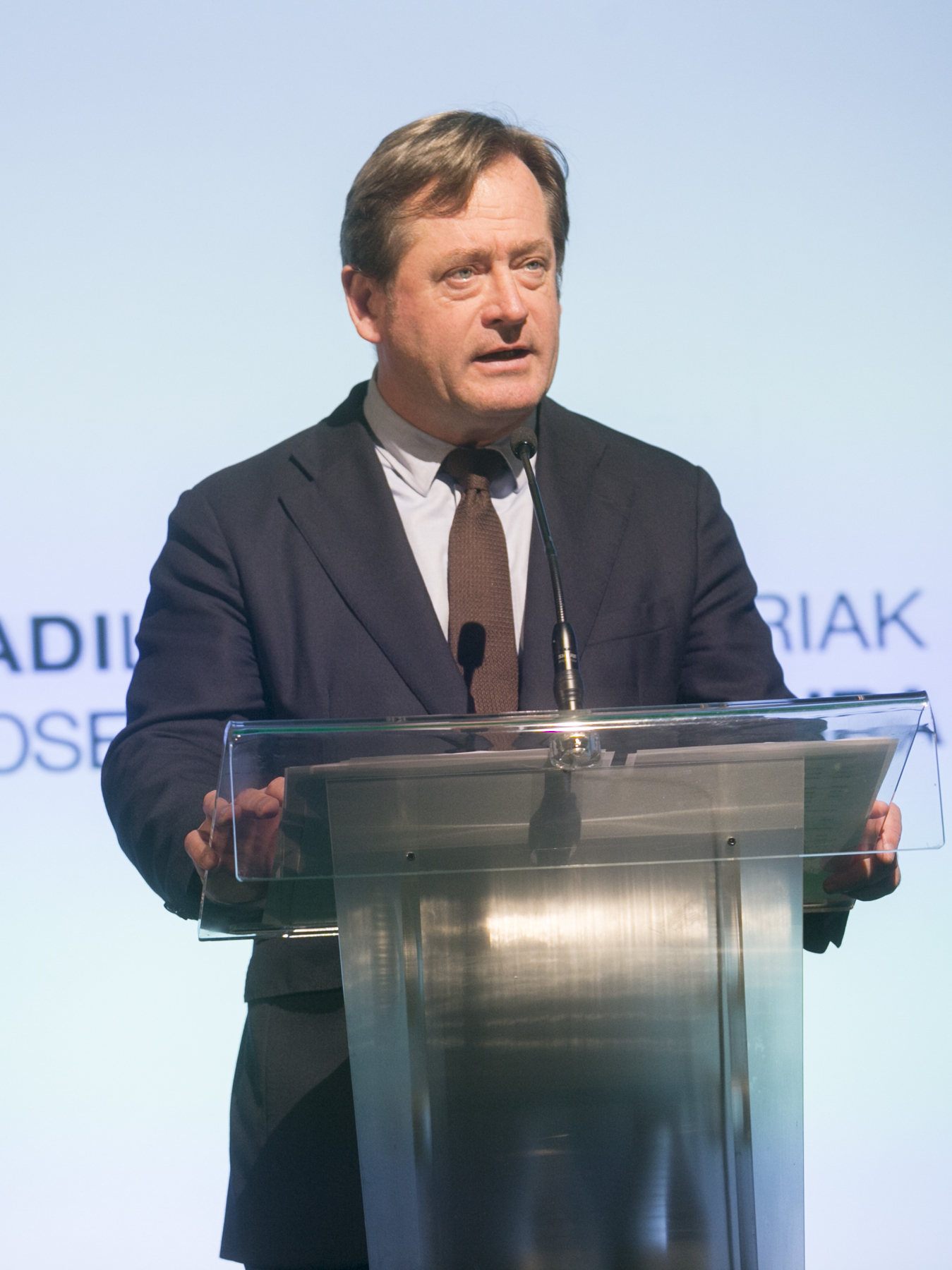
Bingen Zupiria, Consejero de Cultura y Política Lingüística del Gobierno Vasco

### Marco jurídico
El uso del euskera en la administración de justicia se rige en por un marco legislativo basado principalmente en:
- Artículo 3 de la Constitución Española de 1978
- Artículo 6 del Estatuto de Autonomía del País Vasco
- Artículo 9 de la Ley Orgánica de Reintegración y Amejoramiento del Régimen Foral de Navarra (LORAFNA)
- Ley 10/1982, de 24 de noviembre, básica de normalización del uso del euskera
- Ley Foral 18/1986, de 15 de diciembre, del Euskera
- Ley Orgánica del Poder Judicial artículos 231 y 341
- Carta Europea de las Lenguas Regionales o Minoritarias
- Decreto 174/2010, de 29 de junio, de normalización lingüística de la Administración de Justicia en el País Vasco

## ProyectoEPAIBI
El proyecto EPAIBI lo impulsó el Gobierno Vasco.

## ProyectoAuzia Euskaraz
El proyecto Auzia Euskaraz (Litigio o Pleito en euskera, traducido) fue impulsado también por el Gobierno Vasco. Dentro de este proyecto se destaca la aplicación “Auzia Euskaraz”, una herramienta digital creada por el equipo de normalización lingüística de la Administración de Justicia con el objetivo de impulsar el euskera en la Justicia.

### Eman Zure Euskara!
Eman Zure Euskara! (Da tu euskera, traducido) es otro proyecto que se integra en el proyecto Auzia Euskaraz. Este proyecto pretende crear la primera comunidad íntegramente en euskera en el ámbito de la justicia.

## AsociaciónJustizia Euskaraz
La asociación Justizia Euskaraz (Justizia Euskaraz Elkartea) es una asociación creada en 2004 para la defensa de los derechos lingüísticos en la Administración de Justicia. El presidente de la asociación es Esteban Umerez. Dentro de la asociación hay legisladores, abogados, procuradores, jueces, magistrados, profesores de Derecho...

## Participantes
En todos estos proyectos participan abogados, fiscales, jueces, magistrados... Entre los jueces, juezas, magistrados y magistradas que participan en estos proyectos, están:
- Gabiñe Biurrun
- Nekane San Miguel
- Diego Dorronsoro